# Rovečné
Rovečné är en ort i Tjeckien.   Den ligger i regionen Vysočina, i den östra delen av landet, 150 km öster om huvudstaden Prag. Rovečné ligger 577 meter över havet och antalet invånare är 644.
Terrängen runt Rovečné är kuperad söderut, men norrut är den platt. Runt Rovečné är det ganska tätbefolkat, med 86 invånare per kvadratkilometer. Närmaste större samhälle är Bystřice nad Pernštejnem, 9,5 km sydväst om Rovečné. Omgivningarna runt Rovečné är en mosaik av jordbruksmark och naturlig växtlighet.